# Диплатинатриалюминий
Диплатинатриалюминий — бинарное неорганическое соединение, интерметаллид
платины и алюминия
с формулой Al3Pt2,
кристаллы.

## Получение
- Спекание стехиометрических количеств чистых веществ:

{\displaystyle {\mathsf {3Al+2Pt\ {\xrightarrow {250-300^{o}C}}\ Al_{3}Pt_{2}}}}

## Физические свойства
Диплатинатриалюминий образует кристаллы
тригональной сингонии,
пространственная группа P 3m1,
параметры ячейки a = 0,4208 нм, c = 0,5172 нм, Z = 1
.
Соединение конгруэнтно плавится при температуре 1527 °C.